# Lina Blais
Lina Blais est une actrice québécoise.

## Biographie
Lina Blais (née à Sainte-Marthe-du-Cap, dans la région de Trois-Rivières) est une actrice québécoise.

Lina reçoit son diplôme du Conservatoire d’art dramatique de Montréal en 1996. Peu de temps après sa sortie, elle s’installe à Toronto pour faire partie de la distribution de la pièce Le gars de Québec où elle se démarque rapidement. S’enchaînent ensuite plusieurs productions théâtrales dont Portrait chinois d’une imposteure, de Dominick Parenteau-Leboeuf, mise en scène par Paule Baillargeon ainsi que La société de Métis, de Normand Chaurette, mise en scène par Joël Beddows. Son interprétation de Pamela Dickson lui vaut le Prix Jeanne Sabourin. Cette production est jouée au Centre national des arts d'Ottawa, à Toronto, à Québec et à Montréal. 

«  ...et à la dérive alcoolisée de Paméla, composition exceptionnelle de la comédienne Lina Blais.  »

— Alexandre Cadieux, Le journal Le Devoir 
À la télévision, Lina fait sa marque en interprétant la délicieuse Gisèle Mailloux dans la comédie Météo+ (4 saisons, 58 épisodes, TFO). Ce rôle lui vaut une nomination pour un Prix Gémeaux(Meilleur rôle de soutien : comédie). 
Lina a tourné en tout dans plus de 115 épisodes dans différentes productions et poursuit sa carrière à Montréal. 

## Filmographie

### Télévision
| Année     | Titre                               | Producteur               | Réalisateur(rice) | Rôle                                     |
| --------- | ----------------------------------- | ------------------------ | ----------------- | ---------------------------------------- |
| 2018      | Les aventures d’Amandine et Rosalie | Bell Télé Fibe           | Christian Martel  | Amandine (1er rôle récurrent)            |
| 2017      | Jérôme                              | Slalom                   | Martin Cadotte    | La Monitrice (1er rôle)                  |
| 2014-2016 | Toi et moi I-II-III                 | Slalom, SRC              | Martin Cadotte    | Kathleen Stackhouse (1er rôle récurrent) |
| 2008      | Victor - TV Movie                   | CBC television           | Jerry Ciccoritti  | Front desk nurse (2e rôle)               |
| 2007-2010 | Météo+ I-II-III-IV                  | Carte Blanche films, TFO | Derek Diorio      | Gisèle Mailloux (1er rôle récurrent)     |
| 2002-2005 | Francœur I-II-III-IV                | Charbonneau, SRC         | Derek Diorio      | Sophie Pouliot (1er rôle récurrent)      |
| 1997      | 4 et demi                           | Société Radio-Canada     | Louise Ducharme   | Cliente (2e rôle)                        |

### Théâtre
| Année     | Titre                               | Théâtre                                        | Metteur(euse) en scène | Rôle                    |
| --------- | ----------------------------------- | ---------------------------------------------- | ---------------------- | ----------------------- |
| 2018      | Rose, épines, cendres et dentelle 2 | Théâtre Novo                                   | Patricia Marceau       | Rôles variés            |
| 2016      | Dom Juan                            | Théâtre français de Toronto                    | Joël Beddows           | Done Elvire             |
| 2015      | Les précieuses ridicules            | Théâtre français de Toronto                    | Guy Mignault           | Marotte, Femme du monde |
| 2012      | Rose, épines, cendres et dentelle   | DMC Productions                                | Lina Blais             | Rôles variés/           |
| 2011      | Frères d'hiver                      | Théâtre La Catapulte                           | Joël Beddows           | Wendy                   |
| 2010      | Les Fridolinades                    | Théâtre français de Toronto, Th. La Catapulte  | Perry Schneiderman     | Mme Lalongé, Paula      |
| 2010      | Rage                                | Théâtre La Catapulte                           | Joël Beddows           | Laura                   |
| 2006-2009 | La Société de Métis                 | CNA, Théâtre Blanc, Catapulte, TfT, Esp. Libre | Joël Beddows           | Pamela Dicksen          |
| 2007      | Bonbons assortis                    | Théâtre français de Toronto                    | Guy Mignault           | Albertine               |
| 2005-2006 | Portrait chinois d'une imposteure   | TfT, La Catapulte, TNO                         | Paule Baillargeon      | Doris                   |
| 2004      | Contes urbains, contes torontois    | Théâtre français de Toronto                    | Guy Mignault           | Conteure                |
| 2004      | Parasites au Bloc                   | Théâtre La Tangente                            | Louise Naubert         | Roxanne-Chantal         |
| 2002-2003 | La Passagère                        | Théâtre La Tangente                            | Claude Guilmai         | Mme Riser               |
| 2001      | Un air de famille                   | Théâtre français de Toronto                    | Guy Mignault           | Betty                   |
| 1999      | Racine (collage)                    | Théâtre français de Toronto                    | Louise Nolan           | Bérénice/               |
| 1998      | Le gars de Québec                   | Théâtre français de Toronto                    | John Van Burek         | Marie-Antoine Petit     |
| 1998      | The Government Guy                  | Pleiades Theatre                               | John Van Burek         | Marie-Antoine Petit     |
| 1997      | Mère Courage                        | Maison de la Culture Côte-des-Neige            | Igor Ovadis            | Katerine                |
| 1996      | Jésus au Lac                        | collective/ Fred Barry                         | Robert Gravel          | L'Ange du Seigneur      |

### Radio
| Année | Titre                     | Producteur               | Rôle               |
| ----- | ------------------------- | ------------------------ | ------------------ |
| 2004  | La Passagère (théâtre)    | La radio de Radio-Canada | Mme Riser          |
| 2000  | Rose Sur Pierre (théâtre) | La radio de Radio-Canada | Rose               |
| 1997  | Jésus au Lac              | La radio de Radio-Canada | L'Ange du Seigneur |

## Prix et festival
- NOMINATION PRIX RIDEAU AWARDS - Meilleur rôle féminin / Les Fridolinades - 2012
- NOMINATION GÉMEAUX - Meilleur rôle de soutien féminin: comédie / Météo+ - 2010
- PRIX JEANNE SABOURIN - Meilleur rôle féminin / La société de Métis - 2007